# Järnvirke
Järnvirke är en liten by utanför Tvååker, i Varbergs kommun i Halland. Namnet Järnvirke kommer från järnet som framställdes under den tidiga medeltiden (samt troligtvis under senare bronsålder och under järnåldern).
Järnvirke omnämns för första gången i ett donationsbrev från ärkebiskop Absalon Hvide till Sorø kloster år 1197. Platsen hette då Syndre Iernwirke och tillhörde Danmark. Just Halland lär under den här tiden varit centrum för järnframställning i Europa. Järnvirke tillhör Sverige sedan Halland blev svenskt (freden i Brömsebro). 